# Parsonsia lenticellata
Parsonsia lenticellata là một loài thực vật có hoa trong họ La bố ma. Loài này được C.T.White mô tả khoa học đầu tiên năm 1935.